# Bernard-Henri Lévy
Bernard-Henri Lévy (* 5. listopad 1948) je francouzský filozof narozený v Alžírsku v židovské rodině. Je představitelem skupiny, která si říká Nouveaux philosophes (Noví filozofové), a která je typická svou kritikou marxismu (který často v minulosti vyznávali) a totalitarismu (k dalším známým představitelům patří například André Glucksmann či Alain Finkielkraut), s čímž je spojena též kritika Hegela, Sartra, poststrukturalismu či multikulturalismu. Pojem zavedl sám Lévy roku 1976.

## Životopis
Svou kritiku marxismu Lévy formuloval především v knize La barbarie à visage humain (Barbarství s lidskou tváří). Rozruch vzbudila i kniha L'Idéologie française (Francouzská ideologie), kde demýtizoval francouzské dějiny a podrobil je zdrcující kritice. Kniha vyvolala ostrou kritiku například Corneliuse Castoriadise, Raymonda Arona či Gillese Deleuzea.
Lévy se věnoval též novinářství, pracoval pro časopis Combat, v roce 1971 byl zpravodajem z konfliktu mezi Bangladéšem a Pákistánem. Vytěžil z této zkušenosti roku 1973 knihu Bangla-Desh, Nationalisme dans la révolution. V knize Qui a tué Daniel Pearl? zveřejnil výsledky svých investigací v Pákistánu a vyslovil názor, že pákistánská tajná služba a pákistánští jaderní fyzikové spolupracují s teroristickou organizací Al-Káida. V anglicky psané knize American Vertigo: Traveling America in the Footsteps of Tocqueville vydal sérii reportáží ze Spojených států. Je komentátorem deníku Le Monde, Libération a časopisu Le Point.

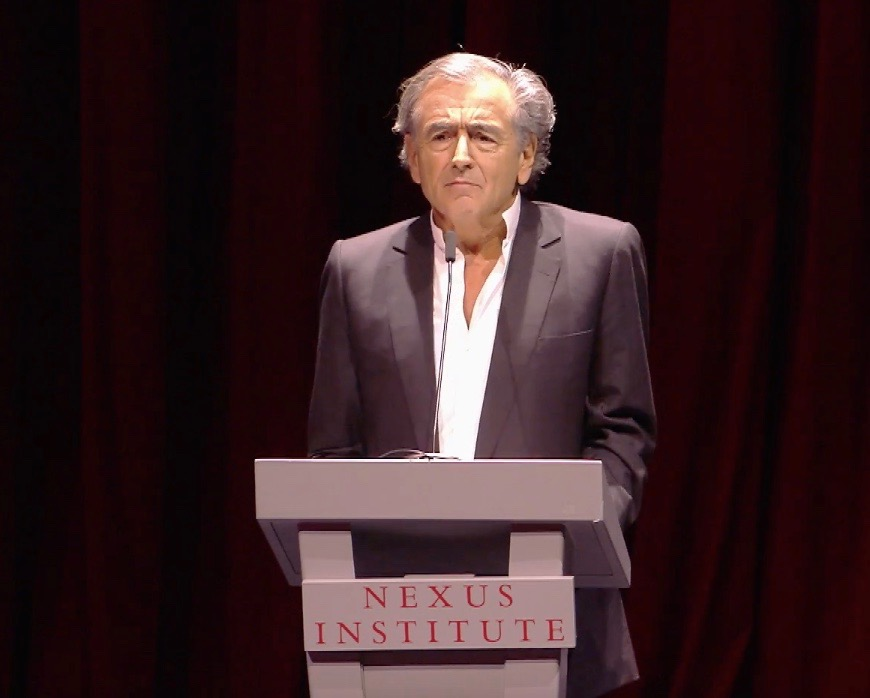
Bernard Henri Lévy při vystoupení roku 2019

Lévy často vstupuje do veřejného prostoru se svými názory a apely, roku 1990 například zahájil kampaň za intervenci mezinárodních sil do Bosny. Roku 2000 vyzýval k mezinárodní intervenci v Dárfúru. Roku 2006 podepsal spolu se Salmanem Rushdiem, Ayaan Hirsi Aliovou ad. Manifest proti novému totalitarismu, který je kritikou islámského fundamentalismu a reagoval na muslimské násilné protesty proti zveřejnění karikatur proroka Mohameda v dánském deníku Jyllands-Posten. Roku 2009 podporoval protesty proti Ahmadínežádovi v Íránu, roku 2011 podporoval intervenci v Libyi, žádá též mezinárodní úder proti Bašáru al-Asadovi v Sýrii. Je znám též svou obhajobou Dominique Strauss-Kahna (svého osobního přítele od mládí) obviněného ze sexuálního obtěžování, byť jinak vždy politicky podporoval spíše jeho pravicového oponenta Nicolase Sarkozyho, s nímž jsou rovněž blízkými přáteli.
Ke svým aktivitám má i dostatek prostředků, neboť roku 1995 se stal dědicem dřevařské firmy Becob, kterou roku 1997 prodal za 750 milionů franků obchodnímu impériu François Pinaulta (mj. Converse, Samsonite, aukční síň Christie's). Za tyto prostředky například zřídil Institut pro lévinasovská studia v Jeruzalémě. Je manželem francouzské herečky a zpěvačky Arielle Dombasleové.

## Historie světových pandemií a Lévyho kritika postojů lidstva k pandemii covidu-19
V červnu roku 2020 Grasset zareagoval ostře kriticky na postoje vlád a veřejnosti celého světa k pandemii koronaviru svou filozofickou esejí Virus, ze kterého šílíme (francouzsky: Ce virus qui rend fou). Pokusil se zasadit probíhající dění do filozofických kategorií, historie pandemií a strachu od antiky až po pandemie 20. a 21. století.
5. května 2021 vydal v témže nakladatelství a edici Grasset druhou kritickou esej Na bezejmenné cestě člověka (Sur la route des hommes sans nom). V září 2021 byl kritizován za podujatost francouzskou televizí Blast a osočen, že byl za své postoje zaplacen z Kataru 9 miliony eur. Brání se soudně.

### České překlady
- Poslední dny Charlese Baudelaira, Brno, Jota 1997.
- Sartrovo století, Brno, Host 2003.
- Americká závrať, Brno, Host 2006.
- Říše a pět králů: Ústup Západu a osud světa, Brno, Host 2019

- Virus, ze kterého šílíme. Epidemii strachu a nesvobody rozebírá filozof Bernard-Henri Lévy. Četba Českého rozhlasu na pokračování: připravila: Blanka Kostřicová, dramaturg: Alena Blažejovská, překlad: Jana Vymazalová, režie: Radim Nejedlý, četl Vladimír Hauser, premiéra: 19. října 2021.[2]